# Василий Корень

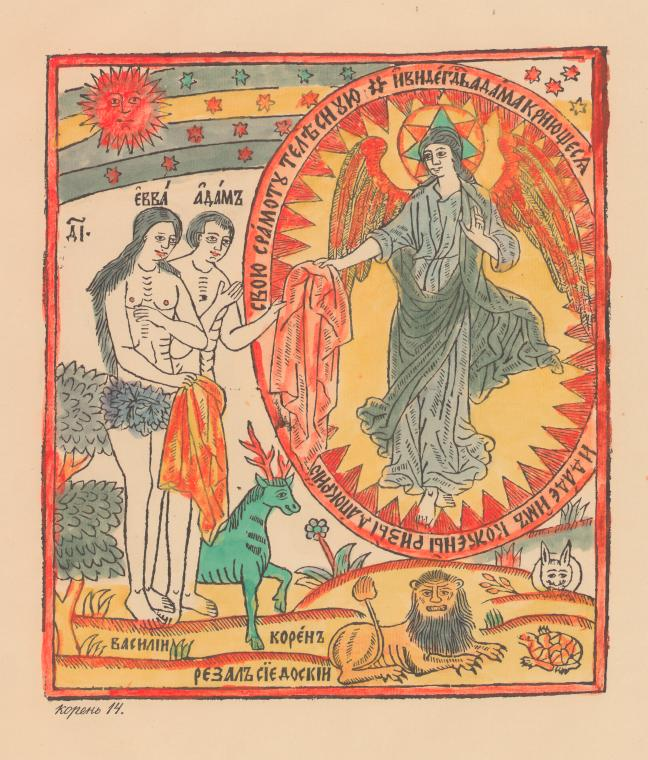
Гравюра с изображением Адама и Евы

Васи́лий Ко́рень (около 1640 — начало XVIII века) — один из первых русских гравёров по дереву, создатель первой в России гравированной иллюстрированной Библии, т.н. "Библия Кореня".

## Биография
Родился в белорусском местечке Дубровно (ныне город в Витебской области). В молодые годы приехал в центральную Россию, где стал резчиком-гравёром. С 1691 года — в Москве.

## Творческие работы
В 1692—1696 отпечатал Библию в картинах, аналогичную западным «Библиям бедняков». Она включает серию раскрашенных гравюр с подписями на сюжеты из Книги Бытия и Апокалипсиса.
Техника Кореня сочетает в себе влияние католических и протестантских иллюстрированных Библий (в частности, Библии Пискатора), иконописной традиции и эстетики возникающего в то время лубка, при этом глубоко самобытна по своему характеру. Единственный частично уцелевший экземпляр книги (36 листов) находится в Российской национальной библиотеке в Санкт-Петербурге. На авторство Кореня указывают личные подписи резчика (чаще всего — «Резал Василий Корень, а знаменовал Григорий»).
Василию Кореню также без особого основания приписываются анонимные лубочные картинки начала XVIII века; возможно, они создавались его учениками.